# موديستاس بوكاوسكاس
موديستاس بوكاوسكاس (بالإنجليزية: Modestas Bukauskas؛ مواليد 10 فبراير 1994) هو مُقاتل فنون قتالية مختلطة ليتواني بريطاني.

## وصلات خارجية
- موديستاس بوكاوسكاس على موقع يو إف سي (الإنجليزية)
- موديستاس بوكاوسكاس على موقع شيردوغ (الإنجليزية)
- موديستاس بوكاوسكاس على موقع Tapology.com (الإنجليزية)